# Бобровицька міська територіальна громада
Бобровицька міська громада — територіальна громада в Україні, в Ніжинському районі Чернігівської області. Адміністративний центр — місто Бобровиця.
Площа громади — 1054,75 км², населення — 25 956 мешканців (2018).

## Історія
2017 - 2021 рр.
Громада утворена 19 травня 2017 року шляхом об'єднання Бобровицької міської ради та Браницької, Бригинцівської, Гаврилівської, Горбачівської, Кобижчанської, Козацької, Марковецької, Озерянської, Олександрівської, Осокорівської, Петрівської, Пісківської, Рудьківської, Свидовецької, Старобасанської, Сухинської, Щаснівської, Ярославської сільських рад Бобровицького району.
Російсько- українська війна (з 2022)
На початку російського вторгнення протягом березня 2022 року на території громади відбувалися бойові дії, декілька сіл було окуповано, шляхами пересувалися ворожі колони. Транспортний зв'язок із рештою України, постачання товарів було фактично заблоковано. Територію громади було звільнено на початку квітня 2022 року.

## Населені пункти
До складу громади входять 1 місто (Бобровиця), 1 селище Мирне і 39 сіл: Браниця, Бригинці, Буглаки, Вишневе, Гаврилівка, Гарт, Горбачі, Запоріжжя, Затишшя, Зелене, Катеринівка, Кобижча, Козацьке, Коношівка, Лідин, Майнівка, Макарівка, Марківці, Миколаїв, Молодіжне, Наумівка, Озеряни, Олександрівка, Осовець, Осокорівка, Петрівка, Піски, Плуг, Рудьківка, Свидовець, Стара Басань, Сухиня, Татарівка, Травкине, Українка, Урожайне, Хомівці, Щаснівка, Ярославка.
У складі громади — 18 старостинських округів:
1. Браницький (с. Браниця)
2. Бригинцівський (с. Бригинці)
3. Гаврилівський (с. Гаврилівка, с. Запоріжжя, с. Українка)
4. Горбачівський (с. Горбачі, с. Зелене)
5. Кобижчанський (с. Кобижча)
6. Козацький (с. Козацьке, с. Миколаїв)
7. Марковецький (с. Марківці)
8. Озерянський (с. Озеряни, с. Молодіжне, с. Майнівка, с. Плуг)
9. Олександрівський (с. Олександрівка, с. Катеринівка, с. Лідин)
10. Осокорівський (с. Осокорівка, с.  Наумівка)
11. Петрівський (с. Петрівка)
12. Пісківський (с. Піски)
13. Рудьківський (с. Рудьківка, с. Хомовці, с. Коношівка)
14. Свидовецький (с. Свидовець, с. Буглаки, с. Татарівка)
15. Старобасанський (с. Стара Басань)
16. Сухинський (с. Сухиня)
17. Щаснівський (с. Щаснівка, с. Осовець, с. Гарт)
18. Ярославський (с. Ярославка)